# Lidia Korczak
Lidia Korczak – polska historyk, mediewistka. 

## Życiorys
Absolwentka studiów historycznych na UJ. Doktorat w 1995 (Litewska rada wielkoksiążęca w XV wieku - promotor Jerzy Wyrozumski) i habilitacja w 2009 (Monarcha i poddani. System władzy w Wielkim Księstwie Litewskim w epoce wczesnojagiellońskiej) tamże. Zajmuje się problematyką władzy i ustroju państwa późnego średniowiecza, zwłaszcza społeczno-ustrojowymi podstawami unii polsko-litewskiej, sytuacją wewnętrzną i strukturą władzy Wielkiego Księstwa Litewskiego oraz początkami litewskiego parlamentaryzmu.

## Wybrane publikacje

### Książki
- Litewska rada wielkoksiążęca w XV wieku, Kraków: Polska Akademia Umiejętności 1998.
- Litwa - przechowana tożsamość, Kraków: Międzynarodowe Centrum Kultury 1998.
- (redakcja) Henryk Paszkiewicz, Powstanie narodu ruskiego, z rękopisu przygot. Lidia Korczak, Kraków: Polska Akademia Umiejętności 1998.
- (komentarz) Joannis Dlugossii Annales seu Cronicae incliti Regni Poloniae. Lib. 11-12, 1431-1444, consilium ed. C. Baczkowski, textum recensuit Czesława Pirożyńska, comment. confecit Lidia Korczak, Varsaviae: Wydawnictwo Naukowe PWN 2001.
- (współautor) Dzieje Kresów, słowo wstępne Andrzej Nowak, red. Monika Karolczuk-Kędzierska, Kraków: Wydawnictwo Kluszczyński 2006.
- Monarcha i poddani. System władzy w Wielkim Księstwie Litewskim w okresie wczesnojagiellońskim, Kraków: Towarzystwo Wydawnicze "Historia Iagellonica" 2008.

### Inne
- biogram Świdrygiełły w Polskim Słowniku Biograficznym